# 兰桑
兰桑（法語：Lincent，法語發音：[lɛ̃sɑ̃]，荷蘭語發音：[ˈlɛi̯səm] ⓘ）是比利时瓦隆大区列日省瓦雷姆區的一个市镇，北面和西面与瓦隆布拉班特省接壤，东临弗拉芒大區弗拉芒布拉班特省，通行法语，是比利时法语社群的一部分，面积14.75平方千米，人口3,292人（2018年1月1日）。